# Gorenja Trebuša
Gorenja Trebuša este o localitate din comuna Tolmin, Slovenia, cu o populație de 96 de locuitori.